# Дуга
Дуга, или понякога срещана като Туга (на английски: Dougga или Thugga; на берберски: Dugga, Tugga; на арабски: دقة) е археологически комплекс-резерват, състоящ се предимно от древноримски архитектурни останки в Северен Тунис, на около 100 км югозападно от руините на Картаген. Той е обект № 794 от Световното историческо наследство на ЮНЕСКО с площ 65 хектара.
Според оценка на ЮНЕСКО от 1997 г. Дуга е „най-добре запазеният малък римски град в Северна Африка“ (Древна Либия). Намира се в крайбрежната част на Магреб, близо до Атлаския масив, в селски район, поради което останките са се запазили сравнително добре. Културните пластове в Дуга са берберски, пунически, римски и византийски. Сред забележителностите на Дуга са Либийско-пуническият мавзолей, капитолията, театърът и храмовете на Сатурн и на Юнона Целестис (обърнатите в римски богове, предходни пунически – Баал-Хамон и Танита).
През 2 век пр.н.е. Дуга става столица на Масиниса – цар на Нумидия. В края на същия век Дуга е превзета от римляните. След края на пунически Картаген в непосредствена близост до Дуга преминава границата между римските владения в Северна Африка и съюзното им царство Нумидия на Масиниса. Така там се вплитат 3 свята – берберският, пуническият и римският.
След края на Западната Римска империя Дуга попада под византийско управление, а по-късно е превзета от вандалите, за да бъде върната отново в източно-римския елинистичен свят по време на вандалската война.
Сред руините на Дуга се намира добре запазеният римски амфитеатър, построен около 168 г. пр.н.е., който и до днес се използва по време на ежегодно провеждания Фестивал в Дуга.

## Галерия
- Пуническо-либийският мавзолей
- Останките от арката на Септимий Север
- Останките от арката на Александър Север
- Форумът в Дуга